# Grand Prix Formule 1 van Groot-Brittannië 2010

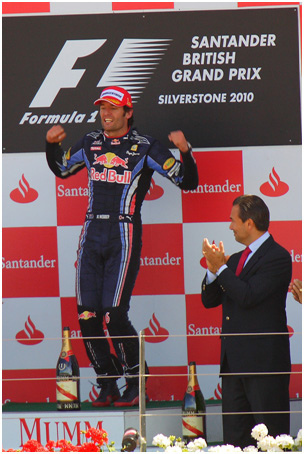
Voor de derde keer in 2010 staat Mark Webber alweer op de hoogste trede van het ereplatform en daar is de Australiër superblij mee.

De Grand Prix Formule 1 van Groot-Brittannië 2010 werd verreden op 11 juli 2010. De race vond plaats op het vernieuwde Silverstone circuit. Kort voor aanvang van het weekend werd bekendgemaakt, dat Bruno Senna vervangen zou worden door Sakon Yamamoto bij het Hispania Racing F1 Team.
Sebastian Vettel veroverde poleposition, voor zijn teamgenoot bij het Red Bull Racing team Mark Webber. Fernando Alonso veroverde de derde plek op de startopstelling.
De race werd gewonnen door Mark Webber. Lewis Hamilton finishte in zijn thuisrace op de tweede plaats, gevolgd door Nico Rosberg.

## Kwalificatie
| Positie | Nr | Coureur            | Constructeur         | Q1       | Q2       | Q3       | Startplaats |
| ------- | -- | ------------------ | -------------------- | -------- | -------- | -------- | ----------- |
| 1       | 5  | Sebastian Vettel   | Red Bull-Renault     | 1:30.841 | 1:30.480 | 1:29.615 | 1           |
| 2       | 6  | Mark Webber        | Red Bull-Renault     | 1:30.858 | 1:30.114 | 1:29.758 | 2           |
| 3       | 8  | Fernando Alonso    | Ferrari              | 1:30.997 | 1:30.700 | 1:30.426 | 3           |
| 4       | 2  | Lewis Hamilton     | McLaren-Mercedes     | 1:31.297 | 1:31.118 | 1:30.556 | 4           |
| 5       | 4  | Nico Rosberg       | Mercedes GP          | 1:31.626 | 1:31.085 | 1:30.625 | 5           |
| 6       | 11 | Robert Kubica      | Renault              | 1:31.680 | 1:31.344 | 1:31.040 | 6           |
| 7       | 7  | Felipe Massa       | Ferrari              | 1:31.313 | 1:31.010 | 1:31.172 | 7           |
| 8       | 9  | Rubens Barrichello | Williams-Cosworth    | 1:31.424 | 1:31.126 | 1:31.175 | 8           |
| 9       | 22 | Pedro de la Rosa   | BMW Sauber-Ferrari   | 1:31.533 | 1:31.327 | 1:31.274 | 9           |
| 10      | 3  | Michael Schumacher | Mercedes GP          | 1:32.058 | 1:31.022 | 1:31.430 | 10          |
| 11      | 14 | Adrian Sutil       | Force India-Mercedes | 1:31.109 | 1:31.399 |          | 11          |
| 12      | 23 | Kamui Kobayashi    | BMW Sauber-Ferrari   | 1:31.851 | 1:31.421 |          | 12          |
| 13      | 10 | Nico Hülkenberg    | Williams-Cosworth    | 1:32.144 | 1:31.635 |          | 13          |
| 14      | 1  | Jenson Button      | McLaren-Mercedes     | 1:31.435 | 1:31.699 |          | 14          |
| 15      | 15 | Vitantonio Liuzzi  | Force India-Mercedes | 1:32.226 | 1:31.708 |          | 20          |
| 16      | 12 | Vitaly Petrov      | Renault              | 1:31.638 | 1:31.796 |          | 15          |
| 17      | 16 | Sébastien Buemi    | Toro Rosso-Ferrari   | 1:31.901 | 1:32.012 |          | 16          |
| 18      | 17 | Jaime Alguersuari  | Toro Rosso-Ferrari   | 1:32.430 |          |          | 17          |
| 19      | 19 | Heikki Kovalainen  | Lotus-Cosworth       | 1:34.405 |          |          | 18          |
| 20      | 24 | Timo Glock         | Virgin-Cosworth      | 1:34.775 |          |          | 19          |
| 21      | 18 | Jarno Trulli       | Lotus-Cosworth       | 1:34.864 |          |          | 21          |
| 22      | 25 | Lucas Di Grassi    | Virgin-Cosworth      | 1:35.212 |          |          | 22          |
| 23      | 20 | Karun Chandhok     | HRT-Cosworth         | 1:36.576 |          |          | 23          |
| 24      | 21 | Sakon Yamamoto     | HRT-Cosworth         | 1:36.968 |          |          | 24          |

## Race
| Positie | Nr | Coureur            | Constructeur         | Rondes | Tijd/Oorzaak uitval | Startplaats | Punten |
| ------- | -- | ------------------ | -------------------- | ------ | ------------------- | ----------- | ------ |
| 1       | 6  | Mark Webber        | Red Bull-Renault     | 52     | 1.24:38.200         | 2           | 25     |
| 2       | 2  | Lewis Hamilton     | McLaren-Mercedes     | 52     | + 1.360             | 4           | 18     |
| 3       | 4  | Nico Rosberg       | Mercedes GP          | 52     | + 21.307            | 5           | 15     |
| 4       | 1  | Jenson Button      | McLaren-Mercedes     | 52     | + 21.986            | 14          | 12     |
| 5       | 9  | Rubens Barrichello | Williams-Cosworth    | 52     | + 31.456            | 8           | 10     |
| 6       | 23 | Kamui Kobayashi    | BMW Sauber-Ferrari   | 52     | + 32.171            | 12          | 8      |
| 7       | 5  | Sebastian Vettel   | Red Bull-Renault     | 52     | + 36.734            | 1           | 6      |
| 8       | 14 | Adrian Sutil       | Force India-Mercedes | 52     | + 40.932            | 11          | 4      |
| 9       | 3  | Michael Schumacher | Mercedes GP          | 52     | + 41.599            | 10          | 2      |
| 10      | 10 | Nico Hülkenberg    | Williams-Cosworth    | 52     | + 42.012            | 13          | 1      |
| 11      | 15 | Vitantonio Liuzzi  | Force India-Mercedes | 52     | + 42.459            | 15          |        |
| 12      | 16 | Sébastien Buemi    | Toro Rosso-Ferrari   | 52     | + 47.627            | 17          |        |
| 13      | 12 | Vitaly Petrov      | Renault              | 52     | + 59.374            | 16          |        |
| 14      | 8  | Fernando Alonso    | Ferrari              | 52     | + 1:02.385          | 3           |        |
| 15      | 7  | Felipe Massa       | Ferrari              | 52     | + 1:07.489          | 7           |        |
| 16      | 18 | Jarno Trulli       | Lotus-Cosworth       | 51     | + 1 ronde           | 21          |        |
| 17      | 18 | Heikki Kovalainen  | Lotus-Cosworth       | 51     | + 1 ronde           | 19          |        |
| 18      | 24 | Timo Glock         | Virgin-Cosworth      | 50     | + 2 ronden          | 20          |        |
| 19      | 20 | Karun Chandhok     | HRT-Cosworth         | 50     | + 2 ronden          | 23          |        |
| 20      | 21 | Sakon Yamamoto     | HRT-Cosworth         | 50     | + 2 ronden          | 24          |        |
| DNF     | 17 | Jaime Alguersuari  | Toro Rosso-Ferrari   | 45     | Spin                | 18          |        |
| DNF     | 22 | Pedro de la Rosa   | BMW Sauber-Ferrari   | 29     | Ongeval             | 9           |        |
| DNF     | 11 | Robert Kubica      | Renault              | 19     | Differentieel       | 6           |        |
| DNF     | 25 | Lucas Di Grassi    | Virgin-Cosworth      | 10     | Hydraulisch         | 22          |        |

## Noot
- Dit was de tiende Grand Prix-start voor een Russische coureur.
- Tiende pole position voor Sebastian Vettel.
- Vijfde podiumplaats voor Nico Rosberg.
- Vijfde Grand Prix-winst voor Mark Webber.

1926 · 1927 · 1948 · 1949 · 1950 · 1951 · 1952 · 1953 · 1954 · 1955 · 1956 · 1957 · 1958 · 1959 · 1960 · 1961 · 1962 · 1963 · 1964 · 1965 · 1966 · 1967 · 1968 · 1969 · 1970 · 1971 · 1972 · 1973 · 1974 · 1975 · 1976 · 1977 · 1978 · 1979 · 1980 · 1981 · 1982 · 1983 · 1984 · 1985 · 1986 · 1987 · 1988 · 1989 · 1990 · 1991 · 1992 · 1993 · 1994 · 1995 · 1996 · 1997 · 1998 · 1999 · 2000 · 2001 · 2002 · 2003 · 2004 · 2005 · 2006 · 2007 · 2008 · 2009 · 2010 · 2011 · 2012 · 2013 · 2014 · 2015 · 2016 · 2017 · 2018 · 2019 · 2020 · 2021 · 2022 · 2023 · 2024 · 2025 · 2026 · 2027 · 2028 · 2029 · 2030 · 2031 · 2032 · 2033 · 2034